# 箱根スカイライン
箱根スカイライン（はこねスカイライン）は、静岡県御殿場市二子から静岡県裾野市深良に至る延長5.0キロメートル (km) の有料道路である。静岡県道路公社が管理する。1972年（昭和47年）8月10日供用開始。
自動車道ナンバリングでは 「D29」 が割り振られている。

## 概要
御殿場方面から箱根・伊豆への玄関口となる箱根山外輪山の尾根沿いに伸びる有料観光道路で、長尾峠から南へ向かい、芦ノ湖北西の湖尻峠付近で芦ノ湖スカイラインへ接続する路線である。ルート中間付近にある標高1005メートルの箱根芦ノ湖展望公園をはじめ、料金所の長尾峠側にある駐車場や湖尻峠付近では、富士山の眺めが素晴らしい。芦ノ湖スカイラインも静岡・神奈川の両県境を尾根伝いに通るルートであるが、芦ノ湖スカイラインが県境を跨ぎながら進むのに対し、当路線は全線が静岡県側に位置する。
箱根周辺の他道路と同様に濃い霧がたびたび発生する路線である。なお、道路運送法を根拠法令とする一般自動車道、かつ道路交通法による一部車両通行規制として、自動車やオートバイは通行できるが、125cc以下の自動二輪車や原動機付自転車、軽車両等の通行は禁止されている。

### 路線データ
- 延長：5.0 km
- 起点：静岡県御殿場市二子（＝静岡県道 御殿場箱根線交点）
- 終点：静岡県裾野市深良（＝静岡県道 仙石原新田線交点）
- 車線数：2車線
- 根拠法令：道路運送法（一般自動車道事業）
- 道路事業者：静岡県道路公社

## インターチェンジなど
- 長尾峠出入口（静岡県道401号・神奈川県道736号御殿場箱根線）
- 料金所
- 湖尻峠出入口（静岡県道337号仙石原新田線・芦ノ湖スカイライン）

## 通行料金
2024年（令和6年）12月1日に通行料金が改定された。以下は現在の通行料金である。料金所が営業を行っていない夜間は、無料で通行することができる。
- 二輪自動車 : 350円
- 普通自動車 : 500円
- バス型自動車 : 1,250円
- 大型貨物車 : 2,000円